# Francesco Vottari
Francesco Vottari, detto Cicciu u Frunzu (Locri, 16 luglio 1971), è un mafioso italiano della 'ndrangheta, capobastone della 'ndrina dei Vottari. Figlio di Giuseppe Vottari, anch'esso 'ndranghetista vicino ad Antonio Pelle, detto Ntoni Gambazza, è sposato con Maria Pelle, figlia di Antonio Pelle, e viveva a Benestare. A ottobre del 2007 viene arrestato.

## Biografia
Il 2 luglio del 1991 viene deferito per i reati di associazione a delinquere di tipo mafioso e sequestro di persona finalizzata all'estorsione (sequestro Errante).
Dal 15 maggio del 1993 è sotto obbligo di soggiorno cautelare.
Il 20 febbraio 1995 riceve un avviso di garanzia per l'omicidio di Antonio Domenico Di Pino.
Viene accusato ripetute volte di possesso d'armi illecito.

### Faida di San Luca
È ritenuto un elemento chiave della faida di San Luca, nonché mediatore tra le famiglie rivali Pelle-Vottari e Nirta-Strangio come affermano i sostituti procuratori Federico Perrone Capano e Adriana Fimiani, grazie a delle intercettazioni tra Francesco Barbaro e Giuseppe Pelle. A dicembre 2006 si era tentata una mediazione ma fallisce. Per volontà dell'alleato Francesco Pelle, divenne l'organizzatore della sparatoria del 25 dicembre 2006, in cui venne ammazzata Maria Strangio, moglie del capoclan rivale Giovanni Luca Nirta, obiettivo dei sicari di Vottari.

## L'arresto
Viene arrestato il 12 ottobre 2007 a casa sua dai carabinieri.